# Heinrich Decimator
Heinrich Decimator (Gifhorn, 1544 circa – 1615) è stato un astronomo e teologo tedesco protestante.

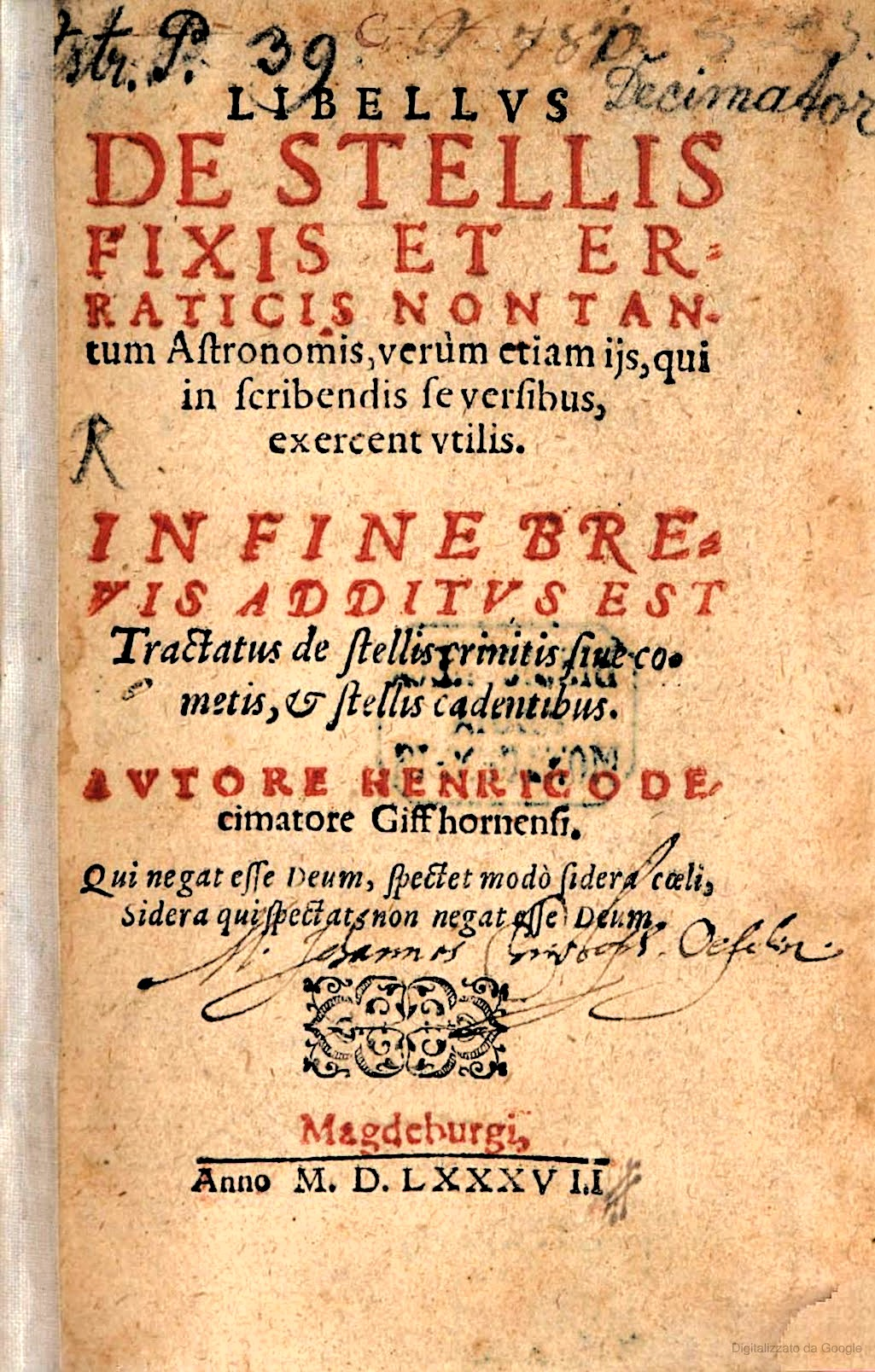
Libellus de stellis fixis et erraticis, 1587

Scrisse una lessicografia multilingue, Sylva vocabulorum.

## Works
- (LA) Libellus de stellis fixis et erraticis, Magdeburg, Paulus Donatus, 1587.